# Фаберже Агафон Карлович
Агафон Карлович Фаберже (рос. Агафон Карлович Фаберже, нім. Agathon Fabergé; 24 січня 1876, Санкт-Петербург, Російська імперія — пом. 20 жовтня 1951, Гельсінкі, Фінляндія) — російський фінський ювелір, видатний колекціонер, син знаменитого ювелірного майстра Карла Густавовича Фаберже, творця яєць Фаберже. Один з найбільш відомих російських філателістів.

## Життєпис
Агафон Фаберже народився 24 січня 1876 року в Санкт-Петербурзі в родині Карла Фаберже.
З 1887 по 1892 роки навчався в німецькій школі «Петрішуле» у Санкт-Петербурзі і на комерційному відділенні гімназії Відемана.
У травні 1895 року перебрав справу батька в фірмі «Фаберже», а у 1900-х-1910-х роках разом з батьком і братом Євгеном Карловичем керував справами фірми.
З 1898 року Агафон Фаберже експерт Діамантової кімнати Зимового палацу, оцінювач Позичкової каси, оцінювач Його Імператорської Величності за дорученням батька.
За підсумками виставки 1900 року в Парижі нагороджений золотою медаллю. Був несправедливо звинувачений батьком в крадіжці грошей, після чого їхні стосунки припинилися, і він поїхав з родиною з Росії (тільки через багато років друг сім'ї сам зізнався в крадіжці).
У 1907 році у володіння Агафона Фаберже перейшла дача в Левашово. Спочатку це був нічим не примітний будиночок до того часу, коли архітектор Карл Шмідт почав роботу над проектом двоповерхового котеджу. Будівля дачі стало окрасою округи. Три скляних стелі, зимовий сад, де вирощувалися персики і квіти, мармурові сходи, кахельні печі-голландки, кімнати-зали, виконані в стилях різних історичних епох. На додаток до цього були водяне опалення, власна електростанція, стайня.
З 1922 по 1924 рік був уповноваженим Гохрана Петрограда і поєднував свою посаду з торгівлею антикваріатом спільно з другом А. К. Рудановським, які володіли найбільшою приватною колекцією мистецтва. Разом вони входили до комісії по оцінці конфіскованого антикваріату і ювелірних виробів. В результаті такої діяльності Агафон був засуджений 2 рази на незначні терміни і звільнений з посади.
У 1927 році разом з першою дружиною Марією Борзовою (1889-1973) і Рудановським перейшов кордон з Фінляндією по льоду Фінської затоки, попередньо переправивши через знайомства Рудановського в посольстві і Антії Гакцелля гроші, колекцію поштових марок і кілька картин. У Гельсінкі оселився в купленому і перебудованому чотириповерховому будинку. Жив за рахунок продажу антикваріату і частини своєї багатої колекції марок.

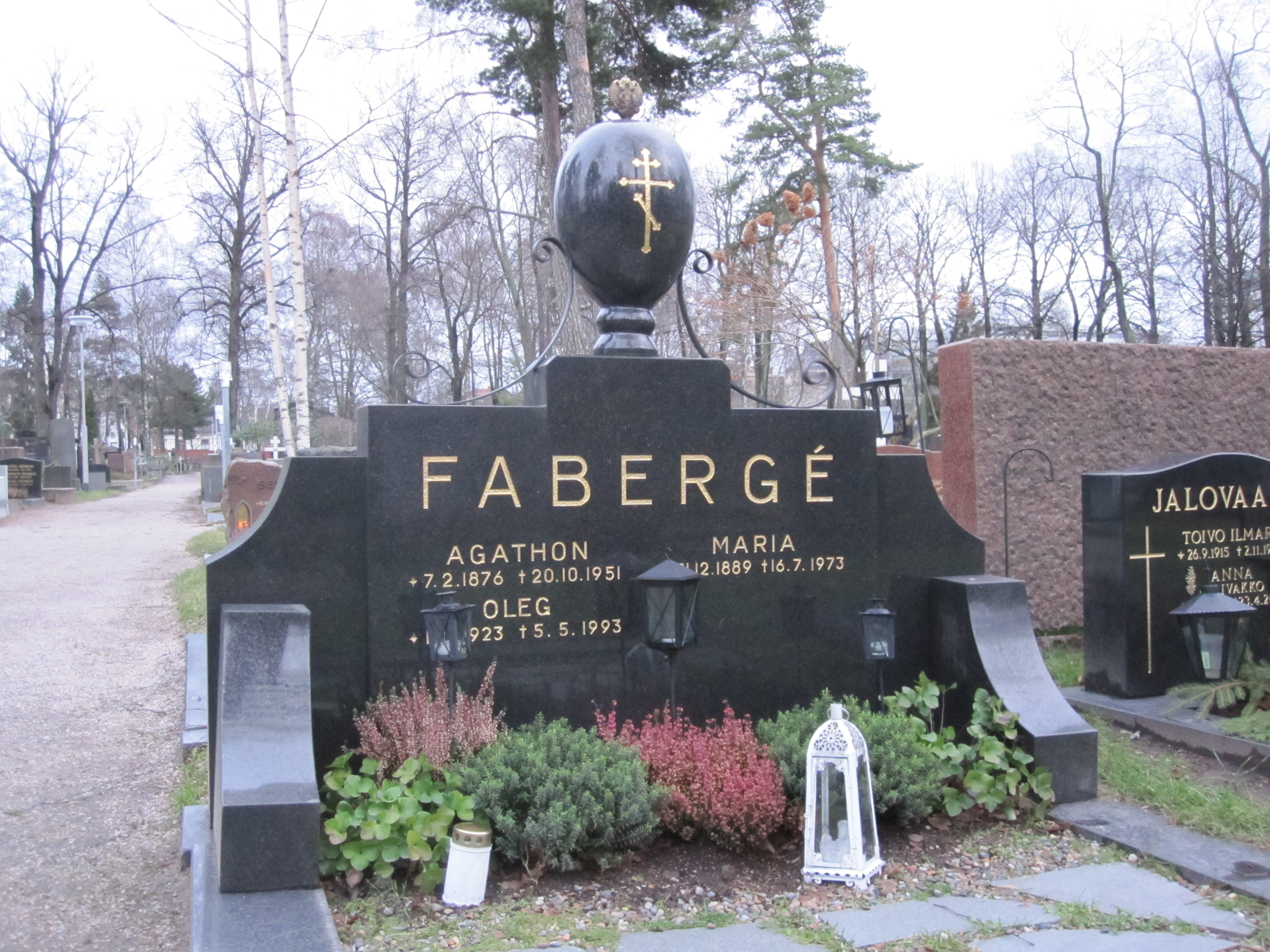
Могила Агафона, Марії та Олега Фаберже на православному цвинтарі в Гельсінкі

Помер 20 жовтня 1951 року в Гельсінкі. Похований на православному цвинтарі в районі Лапінлагті.

## Сім'я
- Дід — Ґустав Фаберже (1814-1893), ювелір.
  - Батько — Карл Фаберже (1846-1920), ювелір.
  - Дружина — Марія Олексіївна (до шлюбу Борзова) (1889-1973).
    - Син — Олег Фаберже (1923-1993).